# Licemjerje
Licemjerje, dvoličnost ili hipokrizija je ljudska osobina u kojem pojedine osobe ili skupine navode da se drže pojedinih vjerovanja, standarda, kvaliteta, vrlina, ponašanja, vrijednosti ili nekih drugih karakteristika, a u stvari njih sustavno krše. To je čin kojim se osuđuje ili poziva na osuđivanje drugoga dok je kritičar i sam kriv za ono za što osuđuje drugoga, te praksa vršenja nekih radnji kojima se ta osoba ili skupine izričito protive i otvoreno kritiziraju. Dvoličnost je dakle nepraćenje onih vrlina koje neka osoba ili skupine otvoreno pridikuju. Označava nemoralno ponašanje kojem se osoba predstavlja drugačije nego što je u stvarnosti.

## Etimologija
Etimološki riječ "hipokrizija" dolazi iz grčke riječi hypokrisis (ὑυπόκρισις) koja znači gluma, ljubomora, kukavica i sl. "Hipokrit" u antičkoj Grčkoj je bio termin za glumca odnosno osobu koja namjerno zavarava druge.

## Vanjske poveznice
- Tonči Matulić: Tribina: Kršćanin i dvoličnost, Župa Bezgrješnog Začeća BDM, Posušje. 6. listopada 2014. Objavljeno 2. studenoga 2014.